# 蒙哥马利站
蒙哥马利站（Montgomery）是布鲁塞尔地铁1号线与布鲁塞尔有轨电车7、25号线（准地铁）的车站，位于比利时布鲁塞尔首都大区圣兰布雷赫茨-沃吕沃。

## 名称
该站位于以英国陆军元帅伯納德·蒙哥馬利命名的蒙哥马利元帅广场下方，因而得名。